# Ancistrocerus catskill
Ancistrocerus catskill är en stekelart som först beskrevs av Henri Saussure 1853.  Ancistrocerus catskill ingår i släktet murargetingar, och familjen Eumenidae.

## Underarter
Arten delas in i följande underarter:
- A. c. albophaleratus
- A. c. halophilus